# Holzendorf (Nordwestuckermark)
Holzendorf ist ein Ortsteil der Gemeinde Nordwestuckermark im Landkreis Uckermark in Brandenburg. Der Ort liegt an der Einmündung der Landesstraße L 255 in die B 198. Westlich erstreckt sich der Rittgartener See.

## Geschichte

### Eingemeindungen
Am 1. November 2001 erfolgte die Eingemeindung von Holzendorf zur neuen Gemeinde Nordwestuckermark.

## Sehenswürdigkeiten
- In der Liste der Baudenkmale in Nordwestuckermark ist für Holzendorf die Dorfkirche als einziges Baudenkmal aufgeführt.